# Campionati mondiali di ginnastica ritmica 2009 - Cerchio individuale
La finale del cerchio individuale si è svolta al Sun Arena l'8 settembre 2009.

## Finale
| Pos.    | Nome               | Diff. | Art.  | Esec. | Pen. | Totale |
| ------- | ------------------ | ----- | ----- | ----- | ---- | ------ |
| Oro     | Evgenija Kanaeva   | 9.425 | 9.600 | 9.300 |      | 28.325 |
| Argento | Dar'ja Kondakova   | 9.325 | 9.450 | 9.450 |      | 28.225 |
| Bronzo  | Melitina Staniouta | 8.950 | 9.100 | 9.100 |      | 27.150 |
| 4       | Silviya Miteva     | 8.725 | 9.150 | 9.150 |      | 27.025 |
| 5       | Aliya Garayeva     | 8.875 | 9.050 | 8.950 |      | 26.875 |
| 6       | Liubou Charkashyna | 8.750 | 9.150 | 8.800 |      | 26.700 |
| 7       | Irina Risenson     | 8.475 | 9.050 | 9.050 |      | 26.575 |
| 8       | Anna Gurbanova     | 8.800 | 8.850 | 8.800 |      | 26.450 |